# Somerset County Cricket Club
Le Somerset County Cricket Club, qui représente le comté traditionnel du Somerset, est un des dix-huit clubs anglais majeurs qui participent aux compétitions nationales anglaises. L'équipe première porte le surnom de Somerset Sabres pour les matchs à nombre limité de séries.

## Palmarès
- County Championship : aucun.
- Gillette Cup, NatWest Trophy, C&G Trophy, Friends Provident Trophy (3) : 1979, 1983, 2001.

## Joueurs célèbres
- Ian Botham
- Jamie Cox
- Sunil Gavaskar
- Ricky Ponting
- Viv Richards